# Carretera Federal 136
La Carretera Federal 136 es una carretera mexicana libre que conecta la ciudad de Los Reyes Acaquilpan en las cercanías de la Ciudad de México con el municipio Oriental en el Estado de Puebla en aproximadamente 2 horas y 50 minutos. El trazo de la carretera sigue el del antiguo "corredor teotihuacano" que comunicaba las ciudades de Teotihuacán y Tenochtitlán con el puerto de Veracruz sin embargo antes de llegar al Carmen Tequexquitla tiene un cambio de esa ruta, ya que en lugar de continuar hacia Oriental y Tepeyahualco se dirige hacia la comunidad de Zacatepec perteneciente al municipio de Oriental encontrándose con la Carretera Federal México 140.
Actualmente se ha empezado a ver la opción de cambiar la dirección de la carretera, hacia los municipios antes mencionados para seguir correctamente el trayecto del “Corredor Teotihuacano”, tomando la ruta de la carretera estatal 225 “Oriental-Tepeyahualco-La Garita" y así ahorrar aproximadamente 10 km de viaje para los que circulan sobre esa carretera para continuar el recorrido hacia el estado de Veracruz sobre la carretera Carretera Federal México 140. 

## Descripción
La carretera comienza en el entronque con la Carretera Federal 190 en el municipio de Los Reyes Acaquilpan. Después se dirige hacia la ciudad de Texcoco y divide la ciudad en dos. Tras unos minutos cruza la división política con Tlaxcala en el municipio de Calpulalpan. Tras cruzar la ciudad se encuentra con el Arco Norte de la Ciudad de México y ambos toman un camino en paralelo. Inmediatamente después se dirige a la ciudad de Apizaco donde adopta el nombre de Libramiento Apizaco. Al finalizar este segemento se divide en dos, uno se dirige al centro de Apizaco y el principal continúa el trayecto hacia la ciudad de Huamantla. Ya en Huamantla adopta el nombre de Libramiento Huamantla y se vuelve a dividir en dos, uno se dirige a Ziltlaltépec y otro cruza la división con Puebla y finaliza en el entronque con la Carretera Federal 140.
Estado de México
- Los Reyes Acaquilpan
- Texcoco

Municipios de Tlaxcala
- Calpulalpan
- Hueyotlipan
- Apizaco
- Huamantla
- Villa El Carmen Tequexquitla

Estado de Puebla
- Zacatepec Oriental

## Lugares de interés que cruza
Estado de México
- Hospital Materno Infantil Miguel Hidalgo
- Plaza Chimalhuacán
- Campus central de la Universidad Autónoma de Chapingo
- Zócalo de Texcoco

Lugares de interes de Tlaxcala
- Zona Arqueológica de Tecoaque
- Hospital General de Calpulalpan
- Universidad Politécnica de Tlaxcala Campus Poniente
- Ciudad Judicial de Tlaxcala
- Rotonda de La maquinita
- Plaza Apizaco